# Messatoporus maculipes
Messatoporus maculipes là một loài tò vò trong họ Ichneumonidae.